# José Dominiani
José P. Dominiani (n. Buenos Aires, Argentina; 1916 - f. 23 de noviembre de 1992) fue un abogado, prestigioso periodista, locutor, ensayista, crítico de cine, argumentista y guionista argentino.

## Carrera
Notable periodista y crítico cinematográfico, José Dominiani, se destacó sobre todo por sus habilidades como autor y guionista en decenas de filmes argentinos durante las décadas del '60, 70 y '80. Compartió su labor con aclamados directores como fueron Enrique Carreras, Emilio Vieyra, Leopoldo Torre Nilsson, Alejandro Doria, Román Viñoly Barreto y Hugo Fregonese, entre otros.
Se inició como periodista gráfico en la década del '40  al ser columnista de populares diarios como Crítica, El Diario, Diario Clarín y Diario La Razón, y en las revistas Séptimo Arte, Set y Para Ti. En una de sus actividades tuvo la oportunidad de conocer y conversar con Eva Duarte en uno de sus rodajes.
En 1973 trabajó como autor del libro La malavida que tuvo como figura protagónica a Hugo del Carril; tuvo que pasar por una censura y presiones de las que fue objeto Dominiani.
Participó en varios festivales como el "Festival Internacional de Cine de Mar del Plata" del que fue jurado. También integró la Asociación de Cronistas Cinematográficos de la Argentina.
En televisión se pudo ver algunas de sus obras en teleteatros breves como Chifladas y mentirosas en 1981, protagonizada por Lolita Torres. También trabajó en algunos ciclos como 7 a 8, un periodístico que salía en dúplex junto a Adolfo Luna, el padre Ismael Quiles y Enrique Llamas de Madariaga.
Fue un gran amigo del actor  José Slavin y del crítico Rómulo Berruti. Era conocido en alguna distribuidora, recitándose de memoria, y con gracia, estrofas completas de El Fausto criollo.
También integró el jurado de los Premios Konex junto con  Alberto Amato, Rómulo Berutti, Carlos Burone, Bernardo Canal Feijóo y Claudio España, entre otros.
En una entrevista que le realizó el diario Tiempo Argentino en 1984, Dominiani expresó:

"Si el arte va con A mayúscula, no soy artista".

## Filmografía
Como guionista:
- 1963: Barcos de papel
- 1964: Un viaje al más allá
- 1973: La malavida
- 1977: Las locas
- 1977: La nueva cigarra
- 1978: Con mi mujer no puedo
- 1979: Los drogadictos
- 1980: Frutilla
- 1980: Rosa de lejos
- 1980: ¡Qué linda es mi familia!
- 1981: Cosa de locos
- 1981: La pulga en la oreja
- 1981: Sucedió en el fantástico Circo Tihany
- 1982: Los fierecillos se divierten
- 1982: Los fierecillos indomables
- 1983: Los reyes del sablazo
- 1983: Los extraterrestres
- 1985: Sucedió en el internado
- 1986: Las colegialas
- 1988: La clínica loca
- 1988: Las locuras del extraterrestre

Como autor:
- 1978: Mi mujer no es mi señora
- 1984: Atrapadas

Como Argumentista:
- 1972: La maffia
- 1974: Proceso a la infamia
- 1975: Las procesadas
- 1986: Las colegialas[8]

## Vida privada
Estuvo casada con la actriz y ex vedette Adriana Parets aunque el matrimonio duró breve tiempo.